# Barkeeper

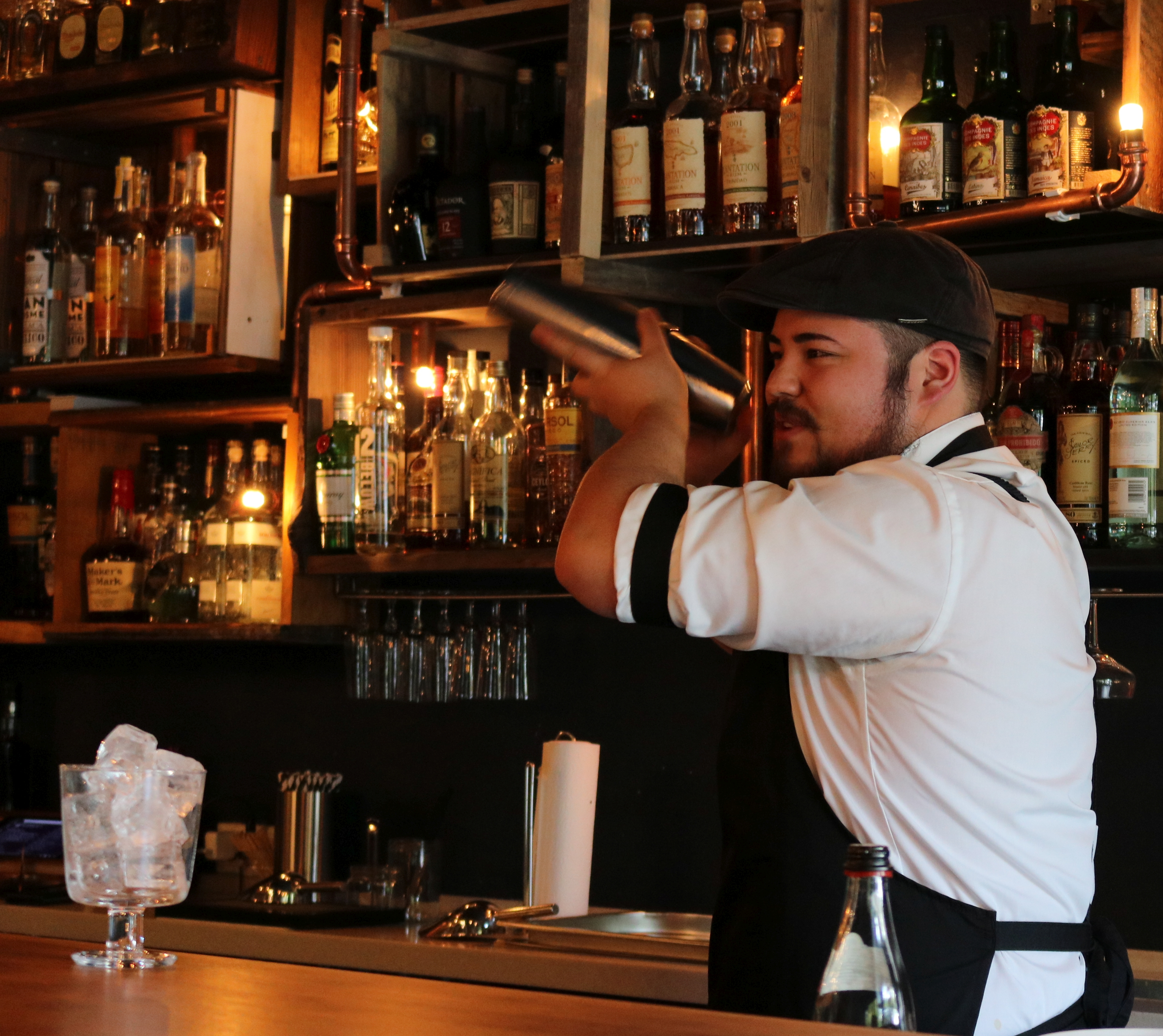
Barkeeper beim Shaken eines Cocktails (Hamburg, 2015)

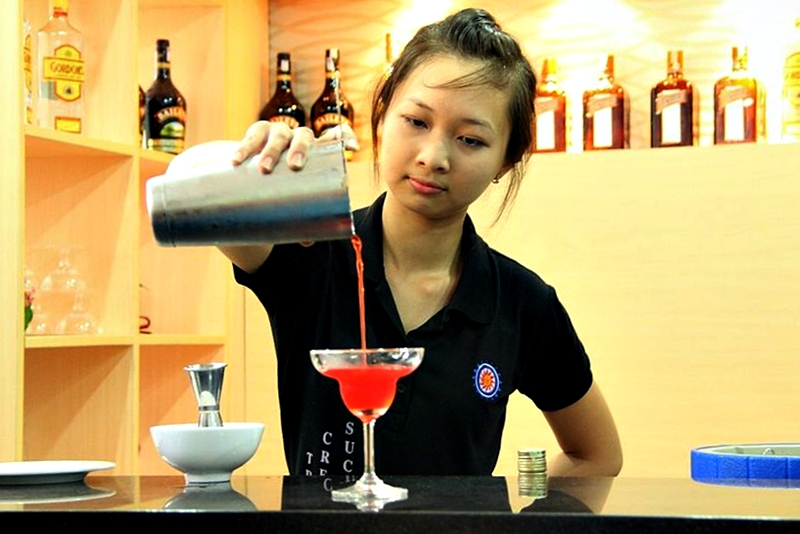
Barkeeperin beim Abseihen (2012)

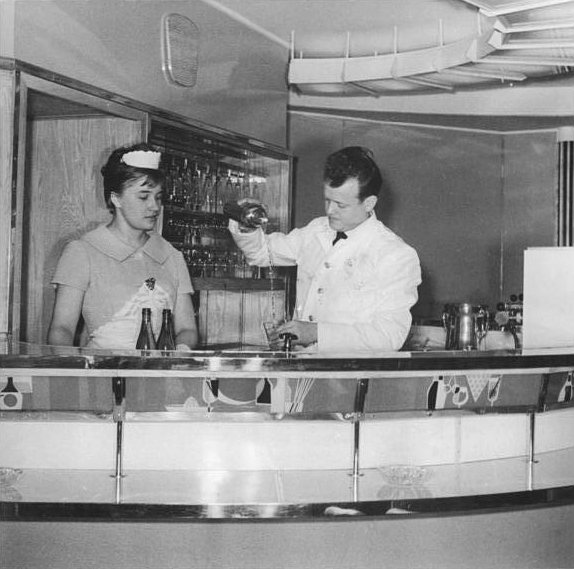
Barkeeper und Servierkraft auf einem FDGB-Urlauberschiff (1961)

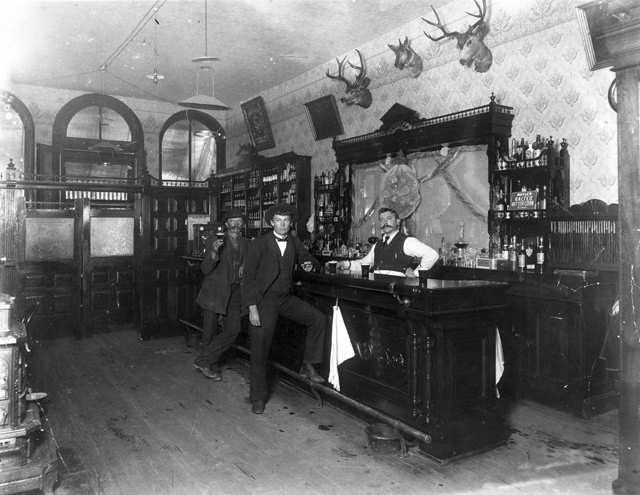
Barkeeper und Gäste im Toll Gate Saloon, Black Hawk (Colorado) (vermutlich 1897)

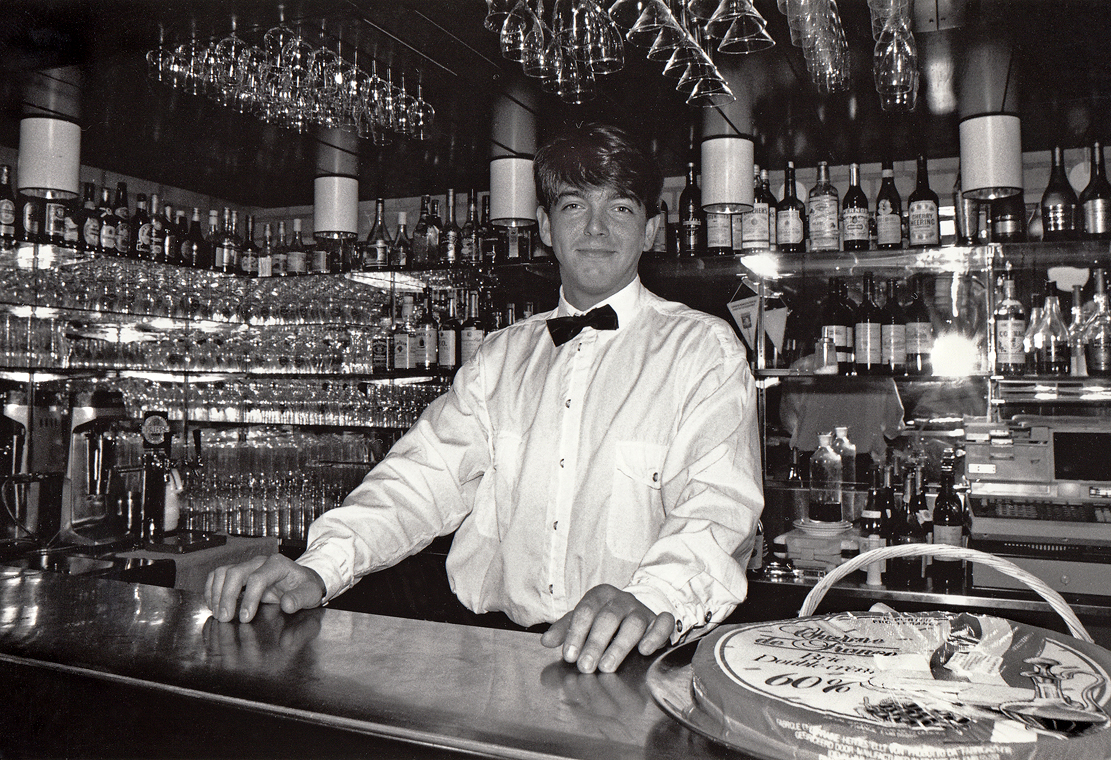
Barkeeper im Skyline Hotell Malmö 1992

Ein Barkeeper (englisch bartender oder barkeep) arbeitet in einer Bar hinter der Theke. Er schenkt überwiegend alkoholhaltige Getränke an die Gäste aus. In Cocktailbars mischt er auch Cocktails. Weitere geläufige Bezeichnungen sind Barmann (engl. barman) bzw. die weiblichen Entsprechungen Barkeeperin bzw. Bardame (engl. barmaid). Cocktail-Barkeeper werden auch Barmixer genannt.

## Begriffe und Abgrenzung
Im Deutschen ist Barkeeper der geläufigste Begriff und gleichbedeutend mit dem englischen Wort bartender. Im angelsächsischen Sprachraum beschreibt bartender allgemein die Tätigkeit am Tresen (engl. to tend a bar), während barkeeper auch noch eine zweite Bedeutung hat, die den Barbetreiber, also den Gastwirt bzw. Gastronomen bezeichnet, dem die Bar gehört.
Viele professionelle Barkeeper bezeichnen sich selbst gern als Barmann (so beispielsweise Charles Schumann), Frauen gelegentlich als Barmaid. Seit den 2000er Jahren wird auch im deutschen Sprachraum zunehmend der Begriff Bartender (wie in der deutschsprachigen Fachzeitschrift Mixology) verwendet. Das Wort Bardame kommt im Deutschen zwar vor, wurde im allgemeinen Sprachgebrauch jedoch früher eher im Sinn von Animierdame und nicht im Sinn von Barkeeperin, Barmaid oder Bartenderin verstanden.
Außerhalb von Bars nennt man die Servicefachkraft (früher Kellner), die sich um den Ausschank von Getränken kümmert, auch Buffetkellner, Büfettier oder Theker. In der klassischen Gastronomie ist ein Schankkellner ein Mitarbeiter hinter einer Schanktheke, in der Regel ohne direkten Gästebetrieb.
Die Tätigkeit von Barkeepern wird inzwischen auch im deutschsprachigen Raum zunehmend als Bartending bezeichnet.

## Ausbildung und Berufe
Barkeeper, Bartender, Barman(n) und Barmaid sind keine geschützten Berufsbezeichnungen und beschreiben lediglich die ausgeübte Tätigkeit an der Bar. Bestrebungen, einen staatlich anerkannten Ausbildungsberuf mit einer zwei- oder dreijährigen dualen Berufsausbildung nach dem Berufsbildungsgesetz zu schaffen, waren bislang erfolglos. Das Berufsbild des Barkeepers ist daher nicht klar umrissen. Viele Barkeeper – vor allem in der gehobenen Gastronomie und Hotellerie – verfügen über eine professionelle Ausbildung und langjährige Berufspraxis, wohingegen in vielen anderen Betrieben nur mit angelernten Teilzeitkräften gearbeitet wird.
Häufig gehen gelernte Restaurantfach- oder Hotelfachleute nach ihrer Berufsausbildung in einem sogenannten Weiterbildungsjahr an die Bar. Anschließend können sie eine private Barschule besuchen, die auf die Weiterbildungsprüfung zum geprüften Barmixer IHK vor einer Industrie- und Handelskammer (IHK) vorbereitet. Ohne vorherige Berufsausbildung wird zu dieser Prüfung nur zugelassen, wer – je nach IHK – eine drei- bis vierjährige einschlägige berufliche Tätigkeit als Barkeeper nachweisen kann. Die höchste Aufstiegsfortbildung ist der geprüfte Barmeister IHK und setzt mindestens ein weiteres Jahr einschlägige Berufspraxis voraus. Die Lehrgänge zum Barmeister bereiten auf die selbstständige Führung eines Barbetriebes bzw. die Position eines angestellten Chef de Bar vor und vermitteln dazu auch kaufmännisches Wissen.
In der Hotellerie haben sich für unterschiedlich große Wirkungskreise des Barkeepers verschiedene Begriffe herausgebildet: Commis de Bar (etwa „Thekengehilfe“) sind meist junge Barkeeper im ersten Gehilfenjahr, mit steigender Erfahrung und Verantwortung wird man dann Demi Chef de Bar (Vertreter des Chef de Bar) oder Chef de Bar (etwa „leitender Barkeeper“), dem der gesamte Barbereich einschließlich Einkauf, Kalkulation und Personaleinsatz untersteht. Alle sind Angestellte. In reinen Barbetrieben der Gastronomie sind eher die englischen Begriffe Barkeeper, Bartender, Barmaid usw. üblich; der Barchef wird auch Bar Manager genannt. Weitere Arbeitsbereiche für Barkeeper sind Kreuzfahrtschiffe, die Event-Gastronomie (zum Beispiel Cocktail-Catering mit mobilen Bars) sowie Clubs und Diskotheken.

## Sonstiges
Im deutschsprachigen Raum gibt es mehrere Berufsverbände für Barkeeper:
- Die 1953 gegründete Deutsche Barkeeper-Union (DBU). Vorläufer war 1909–1936 die Internationale Barkeeper-Union (IBU), die nach dem Zweiten Weltkrieg in der DBU aufging.
- Die als DBU-Abspaltung 2019 gegründete Gilde der Deutschen Barkeeper / German Barkeepers Guild (GBG)[6]
- Die Österreichische Barkeeper Union (Ö.B.U.)
- Die Swiss Barkeeper Union (SBU).

Ö.B.U. und SBU sind Mitglied im internationalen Dachverband International Bartenders Association (IBA); die GBG strebt eine Mitgliedschaft an.
Deutschsprachige Zeitschriften, die sich unter anderem an Barkeeper richten, sind Drinks und Mixology.
Als Schutzpatron der Barkeeper gilt der heilige Bernhard von Clairvaux (Gedenktag 20. August).